# 愛別站
愛別站（日语：／ Aibetsu eki */?）是北海道旅客鐵道石北本線沿線的鐵路車站，位於日本北海道上川郡愛別町東町。車站編碼為A38。
站名來自町名，源自阿伊努語的「ay-pet」，意思為箭一樣的河。

## 車站構造
- 相對式月台，2面2線的地面車站，設有跨線人行天橋。

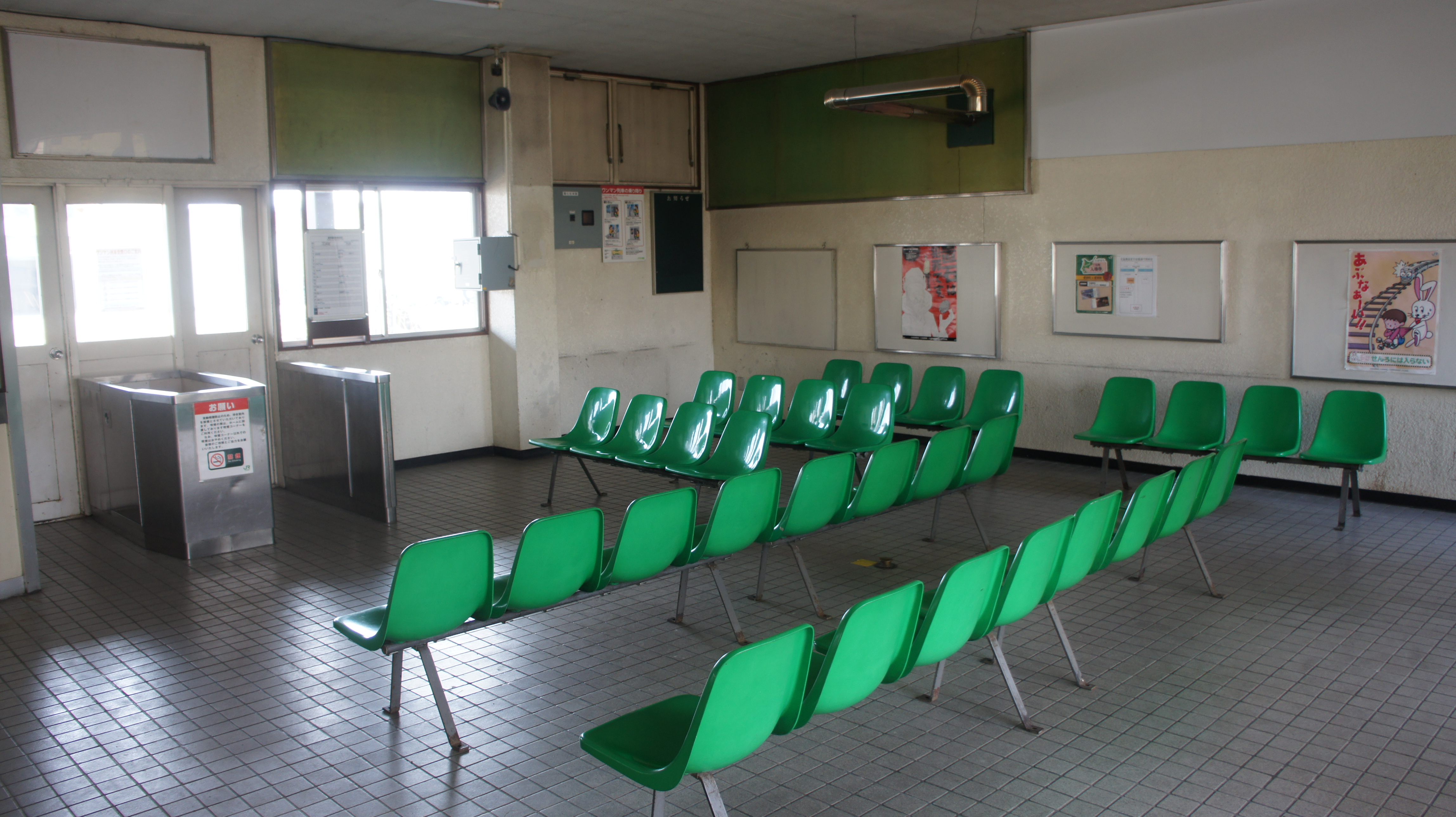
候車室内(2018年4月)

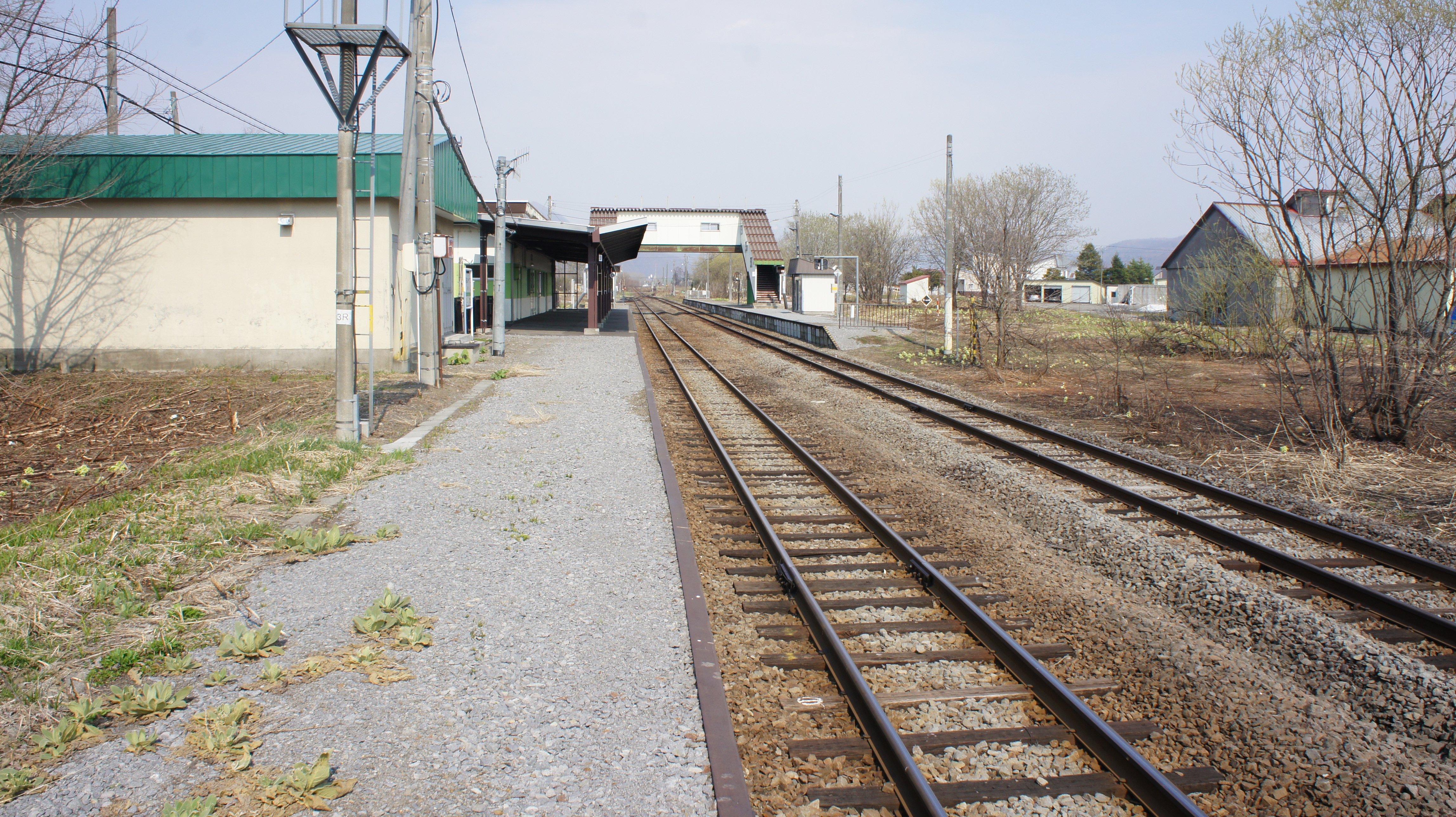
月台(2018年4月)

- 為無人站，設有自動售票機和廁所。

## 車站周邊
為愛別町的中心車站。
- 國道39號
- 愛別町市政大樓
- 旭川東警署愛別分所
- 愛別郵局
- 旭川信用金庫愛別分店
- JA上川中央
- 道北巴士「愛別車站」巴士站
- 旭川紋別自動車道愛別IC
- 愛別站前簡易郵局
- 道北巴士、愛別町營巴士「愛別車站前」巴士站

## 巴士路線
- 道北巴士
  - 旭川站前方向
- 愛別町營巴士
  - 協和分岐點方向

## 歷史
- 1922年（大正11年）11月4日 - 日本國有鐵道之車站啟用。
- 1982年（昭和57年）11月15日 - 廢止貨物裝卸。
- 1984年（昭和59年）2月1日 - 取消行李處理。
- 1984年（昭和59年）11月10日 - CTC化期間車站簡易委託化。
- 1987年（昭和62年）4月1日 - 日本國鐵正式民營化並進行分割，車站劃歸由JR北海道繼承。
- 2003年（平成15年）4月1日 - 廢除簡易委託。

## 相鄰車站
北海道旅客鐵道（JR北海道）
■石北本線
特別快速「北見」
通過
普通
伊香牛（A37）－愛別（A38）－中愛別（A39）

## 外部連結
- （日語）JR北海道 – 愛別車站 （页面存档备份，存于）
- （日語）全驛參觀之旅 （页面存档备份，存于）